# شمال شرق وولفرهامبتون (دائرة انتخابية في المملكة المتحدة)
شمال شرق وولفرهامبتون (بالإنجليزية: Wolverhampton North East)‏ هي إحدى الدوائر الانتخابية في المملكة المتحدة الممثلة في مجلس العموم في برلمان المملكة المتحدة.
عضو البرلمان الذي يمثلها حالياً هو :Mr Ken Purchase (Lab/Co-op).